# Kārlis Vilciņš
Kārlis Vilciņš (ur. 1 listopada 1892 w Jumpravie, zm. 7 maja 1972 w Rydze) – łotewski zapaśnik walczący w stylu klasycznym. Olimpijczyk z Paryża 1924, gdzie zajął piętnaste miejsce w wadze średniej.

## Letnie Igrzyska Olimpijskie 1924
| Konkurencja | Rundy eliminacyjne     | Rundy eliminacyjne            | Rundy eliminacyjne   | Klas. końcowa |
| Konkurencja | Przeciwnik I           | Przeciwnik II                 | Przeciwnik III       | Miejsce       |
| ----------- | ---------------------- | ----------------------------- | -------------------- | ------------- |
| 75 kg       | Wilhelmus Doll (NED) Z | Robert Christoffersen (DEN) P | Nikola Grbić (YUG) P | 15.           |